# Bernard Mark
Bernard Ber Mark (né le 8 juin 1908 à Łomża, mort le 4 août 1966 à Varsovie), est un historien polonais, journaliste et militant communiste d'origine juive. De 1949 à 1966, il dirige l'Institut historique juif, à Varsovie.

## Biographie
Il est né à Łomża. De 1927 à 1931, il étudie le droit à l'Université de Varsovie. En 1928, il devient membre du Parti communiste polonais. De 1934 à 1938, il est membre des éditions du comité central du parti et de 1934 à 1935 il est rédacteur en chef d'un journal communiste. De 1936 à 1938, il est membre du conseil d'administration de l'Union des écrivains de Varsovie.
Pendant la Seconde Guerre mondiale, il travaille à l'Académie des sciences de Minsk, pendant l'opération Barbarossa il se réfugie à Moscou. Il est cofondateur de l'Union des patriotes polonais et à partir de 1944, il est membre du conseil principal de l'organisation et vice-président du Comité d'organisation des Juifs polonais.
Il revient en Pologne en 1946 et travaille au sein du Comité central des Juifs polonais. En 1949, il devient directeur de l'Institut historique juif de Varsovie, qu'il occupe jusqu'à sa mort en 1966.
Il a été président de l'Association des écrivains et journalistes juifs et rédacteur en chef du journal 'Dos Naje lebn'. De 1954, il a été professeur agrégé.
En 1937, il épouse Esther Goldhase, un enseignante et militante communiste, elle a travaillé à l'Institut historique juif. En 1968, elle émigre en Israël et décède en 1994.
Bernard Ber Mark est enterré dans l'avenue principale du cimetière juif de Okopowa à Varsovie (place 64, rangée 1).

## Un historien peu scrupuleux
Dans un livre sur l'insurrection du ghetto de Varsovie, dont une adaptation française parut en 1955, Bernard Mark présentait le parti communiste polonais comme ayant été, dès 1940, le protagoniste de la Résistance, un « chaînon de la lutte que l'humanité progressiste, l'Union soviétique en tête, a menée contre l'Allemagne hitlérienne, ses satellites et sa cinquième colonne. » « Inutile de dire », remarquait Michel Henri dans un compte rendu, « qu'on chercherait vainement la moindre allusion au pacte germano-russe ».
En 1959, à l'occasion d'une nouvelle édition de ce livre, Bernard Mark reconnut que la première édition était dans une certaine mesure un ouvrage de propagande, mais selon J. Tomaszewski, l'édition de 1959 n'y remédiait que partiellement.
En 1962, l'historien Michel Borwicz exprima de la méfiance à l'égard des « transformations de documents » auxquelles l’Institut historique juif de Varsovie se livrait sous la direction de Bernard Mark. M. Borwicz déplorait que cet Institut, dans un recueil publié à Berlin-Est en 1960, ait « cru utile de joindre » à des Journaux d'une authenticité incontestable « des ‘ souvenirs de l'insurrection du ghetto’, confectionnés ultérieurement. » Après avoir ajouté que Bernard Mark avait pratiqué de nombreuses omissions et retouches dans des textes authentiques publiés quatorze ans auparavant, comme le Journal de Janina Hescheles : Vu par une fillette de douze ans, M. Borwicz terminait comme suit : « Si le rédacteur s'arroge ainsi le droit de procéder à des ‘remaniements’ arbitraires dans la réimpression de textes déjà publiés et contrôlables, le lecteur en viendra à se demander quel crédit il faut accorder aux textes documentaires inédits, tirés des archives. »
Une équipe polono-israélienne qui se consacre à la recherche de l'histoire de l'Union militaire juive dans l'insurrection du ghetto de Varsovie a débattu en profondeur les œuvres de Mark, ces dernières étant grandement influencées par l'ambiance politique dans la Pologne communiste et les méandres idéologiques du Parti communiste qui prévalaient en ce temps. En particulier, ils se sont concentrés sur la mesure dans laquelle Mark s'est basé sur les récits mensongers qui lui ont été présentés par divers prétendus héros. En effet, de nombreux fabulateurs, aussi bien juifs (entre autres Maurice Shainberg, qui, contrairement à ce qu'il affirmait, ne passa pas la guerre dans le ghetto de Varsovie mais en URSS) que non juifs (Henryk Iwanski, qui prétendait faussement avoir perdu des membres de sa famille dans l'insurrection) ont contribué à déformer l'histoire de l'Union militaire juive. 
La traduction française par Léon Poliakov de la Chronique du ghetto de Varsovie d'Emanuel Ringelblum fut faite d'après le texte publié en 1952 par l'Institut historique juif. Ce texte avait subi des falsifications.